# Селениты (соли)
Селени́ты (селенаты(IV)) — класс неорганических химических соединений, соли селенистой кислоты H2SeO3. Образуются в результате взаимодействия оксида селена(IV) SeO2 или селенистой кислоты H2SeO3 с гидрокисдами, оксидами или карбонатами металлов. Селениты щелочных металлов хорошо растворимы в воде, остальные селениты — практически нерастворимы. Нерастворимые селениты получают взаимодействием растворов селенитов натрия и калия и растворов соответствующих солей металлов. Селениты щелочно-земельных и тяжёлых металлов образуют кристаллогидраты. Окисляются кислородом воздуха при нагревании до селенатов(VI), при прокаливании в инертной атмосфере разлагаются до оксидов. Входят в состав отдельных минералов, например, халькоменит, содержащий CuSeO3 · H2O.

## Примеры
- Селенит кобальта(II)
- Селенит магния
- Селенит марганца
- Селенит меди(II)
- Селенит неодима(III)
- Селенит олова(IV)
- Селенит свинца(II)